# 朱滔
朱滔（740年代—785年），幽州昌平人，朱泚之弟。

## 生平
唐代宗大曆七年（772年），朱希彩為部下所殺，眾推朱泚為留後，後為幽薊節度使。
大曆九年（774年），朱泚赴京師，以朱滔留管州務。
朱滔起初响应朝廷参与平定自称成德节度使的李惟岳等，但唐德宗不将深州划给他，而将尚在叛将自称淄青节度使李纳治下的德州、棣州划给他，引起他的不满。李纳及其盟友魏博节度使田悦趁机策反他和斩杀李惟岳却未被德宗如约任为成德节度使的王武俊。建中三年（782年），朱滔謀反，朱泚被軟禁在京城。朱泚後來被推為帝，國號「大秦」，為涇原兵變，朱滔為幽薊節度使，被朱泚封为冀王、太尉、尚书令、皇太弟。朝廷为笼络朱滔，还封他为通义郡王。朱滔抓壮丁当兵，但不抓士族。興元元年（784年），李晟克長安，朱泚逃往寧州彭原，為部將梁廷芬等所殺。朱滔为昭义节度使李抱真和魏博节度使田绪所败，回军幽州，担心被留守军部的表兄刘怦暗算，彷徨不敢入，但刘怦闻讯后组织军队夹道二十里以仪仗迎他回府。
朱滔回府后上表待罪，愈发郁闷成病，军事都委托给刘怦。貞元元年（785年）六月，朱滔病死。军士推刘怦继任。

## 生年争议
朱滔曾在大历八年（773年）被唐代宗召见，说“臣年二十八”，似生于746年；但他同时又说“泚长臣五年”，但朱泚生于742年，朱滔又似生于747年。《旧唐书》称卒年四十，似生于746年；《新唐书》称卒年四十二，又似生于744年。未详孰是。